# 웨이 다운
"웨이 다운"(Way Down)은 2021년 공개된 스페인의 하이스트 영화이다.

## 출연
- 프레디 하이모어 - 톰 레이브릭 역
- 아스트리드 베르제프리스베 - 로레인 역
- 샘 라일리 - 제임스 역
- 리엄 커닝엄 - 월터 모얼랜드 역
- 루이스 토사르 - 시몬 역
- 악셀 슈타인 - 클라우스 역
- 호세 코로나도 - 구스타보 역
- 팜커 얀선 - 마거릿 역